# Prix James H. Graham
En 1987, le Conseil du Collège royal des médecins et chirurgiens du Canada recommandait qu'un prix d'honneur au mérite soit accordé à une personne dont les réalisations remarquables reflètent les buts et objectifs du Collège royal. Il n'est pas nécessaire que cette personne soit médecin.

## Lauréats
- 1987 - Gordon Fahrni
- 1989 - Donald Wilson (médecin)
- 1991 - Louis Horlick
- 1992 - Ian Rusted
- 1993 - Jacques Genest
- 1994 - James Mustard
- 1995 - Elizabeth Hillman
- 1995 - Donald Hillman
- 1996 - Victor Goldbloom
- 1997 - Agnes Bishop
- 1998 - Maxwell House
- 1999 - R.A. Macbeth
- 2000 - Allan Ronald
- 2001 - Mamoru Watanabe
- 2002 - George Goldsand
- 2003 - Reginald Yabsley
- 2004 - John Bulman
- 2005 - Jacques Des Marchais
- 2006 - Samuel O. Freedman
- 2007 - Eldon R. Smith
- 2008 - Paul M. O’Byrne
- 2009 - Robert Y. McMurtry
- 2010 - Jean Gray
- 2011 - Krishna Kumar
- 2012 - Ian Bowmer
- 2013 - Richard Reznick